# EPM Musique
Éditions Phonographiques et Musicales is een Frans platenlabel, dat jazz, blues, wereldmuziek, chansons en bijvoorbeeld poëzie, literatuur en humor uitbrengt. Het gaat hier om nieuwe en ook oude, opnieuw uitgebrachte opnames. Het werd in 1986 opgericht door François Dacla, die eerder een baas was bij RCA France. 
Het label richt zich nu vooral op het Franse lied. Het geeft bijvoorbeeld boxen en cd's uit met oude opnames in de serie 'Anthologie de la chanson Française'.
De heruitgebrachte jazz- en bluesopnames van alle grote en kleinere musici verschenen eerder op andere platenlabels, zoals Doctor Jazz, FD Music, Hot 'N Sweet, Jazz Archives, Xanadu Records en Zeta Records.  